# 다카시마정 (나가사키현 니시소노기군)
다카시마정(高島町)은 나가사키현 니시소노기군의 옛 정이다. 2005년 1월 4일에, 나가사키시에 편입되어 나가사키시 다키시마정이 되었다.
본 항목에서는 현재 나가사키시의 한 지구인 다카시마에 대해서도 설명한다. 다카시마 지구(나가사키시청 다카시마 지역센터 관내)의 인구는 373명(2018년 2월 말 기준, 주민기본대장)이다.

## 개요
2005년 1월 3일까지 일본에서 가장 작은 면적을 가진 마을이었으며, 1955년에 하타섬(니시소노기군 다카하마촌)를 병합한 직후에는 인구 16,904명으로 일본에서 가장 인구밀도가 높은 마을이었으나, 나가사키시에 편입되기 직전에는 전국에서 가장 인구가 적은 마을이 되었다.

### 인구
1955년 단시마(니시소노기군 다카하마무라)를 병합한 직후의 인구는 16,904명이었다. 광산 마을이었기 때문에 인구는 증가 추세였으나, 다카시마 탄광 등 탄광이 폐쇄된 이후 인구가 급감했다. 나가사키시 편입 합병 직전에는 전국에서 유일하게 1000명을 밑돌았다.

### 끝섬의 인구
1955년까지는 다카하마촌에 속해 있었고, 하타지마 탄광이 있었다. 한때는 일본 최고[4], 세계 최고의 인구 밀도를 자랑했지만, 탄광이 폐쇄된 후에는 무인도였다.

## 역사
- 1889년 4월 1일 - 정촌제 시행에 의해 니시소노기군 다카시마촌이 성립하였다.
- 1948년 10월 1일 - 정으로 승격해 다키시마정이 되었다.
- 2005년 1월 4일 - 나가사키시에 편입해, 다키시마정은 소멸하였다.